# Forze armate del Ciad
Le Forze armate del Ciad (in lingua francese: Armée nationale tchadienne) sono la forza armata di difesa del Ciad.